# Pseudauximus annulatus
Pseudauximus annulatus là một loài nhện trong họ Amaurobiidae.
Loài này thuộc chi Pseudauximus. Pseudauximus annulatus được William Frederick Purcell miêu tả năm 1908.